# Parlamentswahl in Äthiopien 2000
Die Parlamentswahlen in Äthiopien im Jahr 2000 waren die ersten Parlamentswahlen seit der Inkraftsetzung der Verfassung der Demokratischen Bundesrepublik Äthiopien und gleichzeitig die zweite allgemeine Wahl überhaupt.
Die Wahlen, bei der die Abgeordneten des Äthiopischen Parlaments – genauer des Unterhauses (Volksrepräsentantenhaus) –sowie die der Regionalparlamente der einzelnen Bundesstaaten Äthiopiens gewählt wurden, waren überschattet von Manipulationsvorwürfen, da die regierende Koalition aus vier regionalen Parteien, die Revolutionäre Demokratische Front der Äthiopischen Völker (EPRDF), den Sieg schnell für sich beanspruchte und nahezu 88 Prozent der 547 Parlamentssitze erhielt.
Die Nationale Wahlbehörde Äthiopiens organisierte die Wahlen und setzte das Datum für den Termin der Parlamentswahlen auf den 14. Mai 2000. In der Somali-Region ging die Wahl bis zum 31. August 2000 weiter. Die Wahlbeteiligung lag bei 89,8 Prozent, da von den 21.834.806 registrierten Wählern 19.607.841 ihre Stimmen abgaben.

## Volksrepräsentantenhaus
Die Ergebnisse für das Unterhaus des nationalen Parlaments wurden Mitte Juni von der Nationalen Wahlbehörde Äthiopiens veröffentlicht.
| Koalitionen und Parteien | Anteil | Sitze              |
| --- | ------ | ------------------ |
| Revolutionäre Demokratische Front der Äthiopischen Völker (EPRDF) - Demokratische Organisation des Oromovolkes (OPDO) - National-Demokratische Bewegung der Amharen (ANDM) - Demokratische Bewegung der Südäthiopischen Völker (SEPDM) - Volksbefreiungsfront von Tigray (TPLF) | 87,9 % | 481 183 146 112 40 |
| Somali People’s Democratic Party (mit der EPRDF verbündet) | 3,5 %  | 19                 |
| andere mit der EPRDF verbündete Parteien | 3,3 %  | 18                 |
| Oppositionsparteien | 2,9 %  | 16                 |
| Fraktionslose | 2,4 %  | 13                 |
| Gesamt | 100 %  | 547                |

## Regionale Staatsräte
Die Wahlen zu den Regionalen Staatsräten im Jahr 2000 waren die ersten Wahlen in Äthiopien, bei denen die regionalen Parlamente (Regionale Staatsräte) der einzelnen Regionen Äthiopiens gewählt wurden.
| Partei                                                    | Sitze (138) |
| --------------------------------------------------------- | ----------- |
| Revolutionäre Demokratische Front der Äthiopischen Völker | 101         |
| All-Amhara-Volksorganisation                              | 19          |
| Äthiopische Demokratische Partei                          | 14          |
| Äthiopische Demokratische Einheitspartei                  | 1           |
| Unabhängige                                               | 3           |

| Partei                                    | Sitze (87) |
| ----------------------------------------- | ---------- |
| Nationale Demokratische Partei der Afar   | 84         |
| Demokratische Bewegung des Argobba-Volkes | 2          |
| Unabhängiger                              | 1          |

| Partei                                      | Sitze (294) |
| ------------------------------------------- | ----------- |
| National-Demokratische Bewegung der Amharen | 286         |
| Demokratische Organisation des Oromovolkes  | 8           |

| Partei                                                       | Sitze (80) |
| ------------------------------------------------------------ | ---------- |
| Demokratische Einheitsfront der Völker von Benishangul-Gumuz | 71         |
| Unabhängige                                                  | 9          |

| Partei                                      | Sitze (53) |
| ------------------------------------------- | ---------- |
| Demokratische Bewegung der Völker Gambellas | 40         |
| Gambela People’s Democratic Congress        | 13         |

| Partei                                     | Sitze (537) |
| ------------------------------------------ | ----------- |
| Demokratische Organisation des Oromovolkes | 535         |
| All-Amhara-Volksorganisation               | 2           |

| Partei                                                                | Sitze (348) |
| --------------------------------------------------------------------- | ----------- |
| Walayta, Gamo, Gofa, Dawro and Konta People’s Democratic Organization | 85          |
| Sidama People’s Democratic Organization                               | 54          |
| Gurage Nationality Democratic Movement                                | 50          |
| Kafa Shaka People’s Democratic Organization                           | 27          |
| Hadiya National Democratic Organization                               | 21          |
| Gedeyo People’s Revolutionary Democratic Front                        | 21          |
| Kembata, Alabaa and Tembaro People’s Democratic Organization          | 20          |
| South Omo People’s Democratic Movement                                | 18          |
| Bench Madji People’s Democratic Organization                          | 13          |
| Demokratische Front der Südäthiopischen Völker                        | 7           |
| Derashe People's Democratic Organization                              | 4           |
| Hadiya People’s Democratic Organization                               | 4           |
| Demokratisches Bündnis der Völker Südäthiopiens                       | 4           |
| Silte People’s Democratic Unity Party                                 | 3           |
| Yem People’s Democratic Unity Party                                   | 3           |
| Kore Nationality Democratic Organization                              | 3           |
| Sidama Hadicho People’s Democratic Organization                       | 3           |
| Konso People’s Democratic Organization                                | 3           |
| Burgi People’s Democratic Union                                       | 1           |
| Andere Parteien                                                       | 4           |

| Partei                                 | Sitze (168) |
| -------------------------------------- | ----------- |
| Demokratische Partei des Somali-Volkes | 148         |
| Western Somali Democratic Party        | 3           |
| Somali Democratic Forces Coalition     | 3           |
| Unabhängige                            | 14          |

Tigray:

In Tigray gewann die Volksbefreiungsfront von Tigray alle 152 Sitze.